# Урал-5323
Урал-5323 — вантажівка підвищеної прохідності з колісною формулою 8х8/4, який виготовляється на Уральському автомобільному заводі в Міасі (Росія), в тому числі для використання в російської армії у складі уніфікованих сімейств «Суша» (до 1998 року) і «Мотовоз».

## Історія

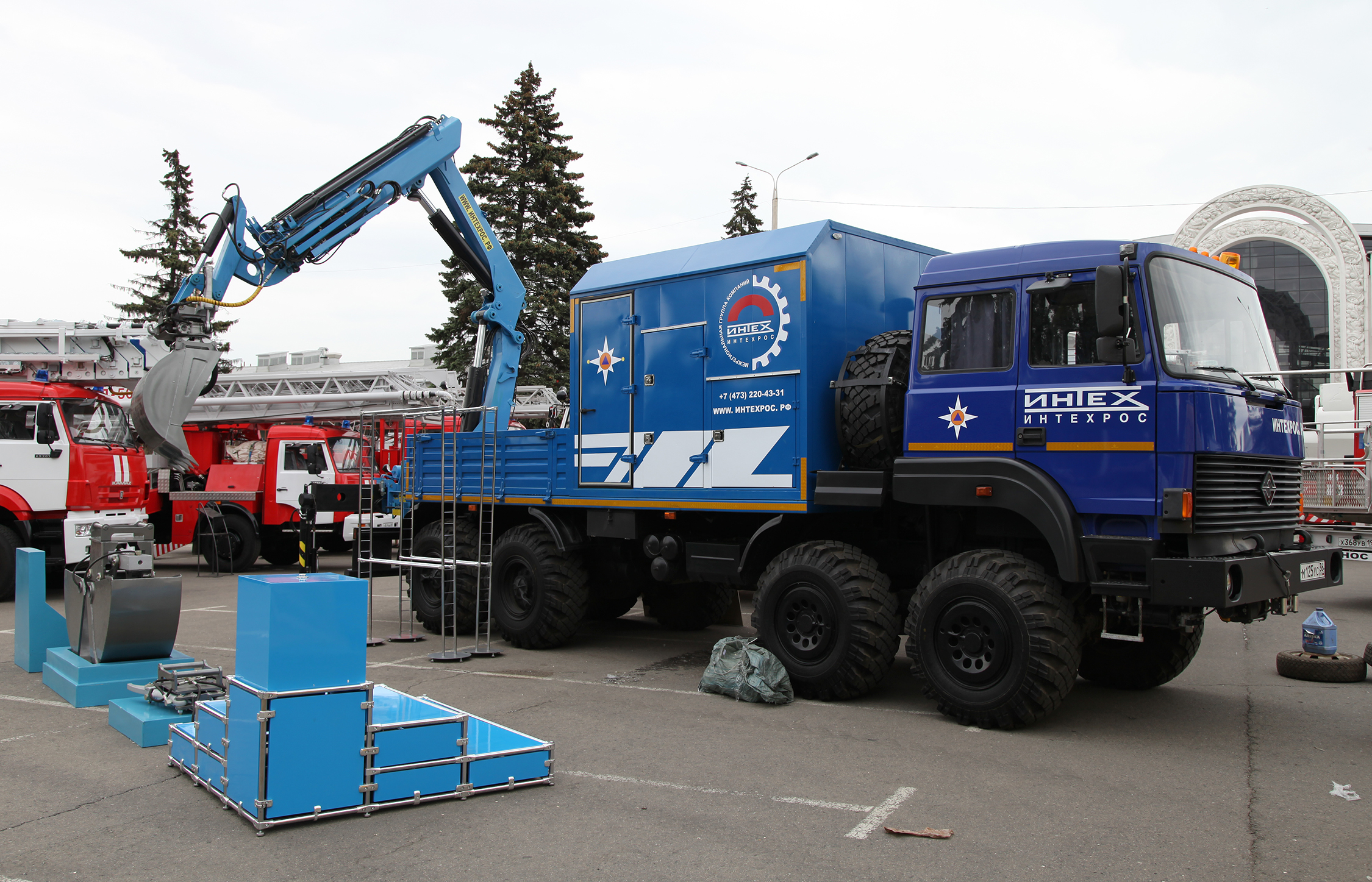
Урал-532362

Перший дослідний чотиривісний з Міаса — безкапотний Урал-395 (8х8) з'явився ще в 1972 році. Новий етап розпочався в 1985 році, коли завод створив модель Урал-5323 (8х8) вантажопідйомністю 9 т з двигуном в 260 к.с., балансирною підвіскою коліс і системою підкачки шин. Кабіну взяли від КАМАЗа і лише злегка допрацювали. Цей екземпляр і експонується в музеї.
У 1993 році з'явився 10-тонний Урал-5323-20 з двигуном ЯМЗ потужністю 300 к.с.
З 1995 року на машини серії 5323 встановлювалися кабіни, що виготовляються за ліцензією IVECO, з різним оформленням передньої частини. вантажопідйомність — 9,0 т. потужність — 260 к.с. швидкість — 80 км/год.

## Опис
Автомобіль виконаний по компоновці «кабіна над двигуном» (крім модифікації Урал-532365), що забезпечує оптимальний розподіл повної ваги по мостах і максимальне використання габаритів автомобіля для розміщення вантажних платформ і монтажу спеціальних установок при збереженні невисокої спорядженої маси. Висока плавність ходу і прохідність автомобіля досягається застосуванням подвійної балансирної підвіски (для передньої і задньої осі). Обсяг палива забезпечує запас ходу до 1000 км, що дозволяє машині працювати далеко від розвинутої мережі доріг. Основними споживачами цих машин є нафтогазова та лісозаготівельна галузі.
На основі Уралу-5323 розроблені водометний спецавтомобіль Лавина-Ураган і ремонтно-евакуаційна машина РЕМ-КЛ. Шасі Урал-5323 входить до складу ряду машин військового призначення:
- Зенітного гарматно-ракетного комплексу Панцир-С1 (дослідний зразок)[8][9]
- Зенітного ракетного комплексу Тор-М1 ТА[9][10];
- Самохідної гаубиці Мста-К (дослідний зразок)[11][10];
- Понтонних парків ПП-91[12][13] і ПП-2005[12][14].

## Модифікації
- Урал-5323 — бортовий автомобіль з колісною формулою 8х8/4.
- Урал-532301 — бортовий автомобіль з колісною формулою 8х8/4, модернізована версія Урал-5323.
- Урал-532303 (Урал-5323-23, Урал-Е5323Д) — бортовий автомобіль з броньованою кабіною.
- Урал-532341/42 — багатоцільове шасі з кабіною IVECO. Призначене для установки озброєння і технологічного устаткування.
- Урал-532361/62 — довгобазне шасі зі збільшеною вантажопідйомністю до 15 т з двигунами ЯМЗ-7601, кабіна IVECO.
- Урал-532365 — довгобазне шасі з винесеною вперед заниженою кабіною для монтування кранів
- Урал-5423 — сідловий тягач з колісною формулою 8х8/4.